# Cateel
Cateel (Bayan ng Cateel) är en kommun i Filippinerna. Kommunen ligger på ön Mindanao, och tillhör provinsen Davao Oriental. Folkmängden uppgår till 28 655 invånare.

## Barangayer
Cateel är indelat i 16 barangayer.
| - Abijod - Alegria - Aliwagwag - Aragon - Baybay - Maglahus - Mainit - Malibago | - San Alfonso - San Antonio - San Miguel - San Rafael - San Vicente - Santa Filomena - Taytayan - Poblacion |